# Aéroport de Bathpalathang
L'aéroport de Bathpalathang (code IATA : BUT • code OACI : VQBT) est un aéroport domestique bhoutanais situé dans la ville de Jakar. C'est un des quatre aéroports du pays, ouvert le 17 décembre 2011 avec une liaison vers Paro. À la suite de détériorations de la piste, il fut fermé entre juillet 2012 et 2013.

## Situation
| \| 30 km1:4 873 000 \| Thimphu Bathpalathang Yongphulla Gelephu |
| 30 km1:4 873 000                                                |

## Caractéristiques
Constitué d'une courte piste (1200m) et d'un parking pour avion, Bathpalathang est l'aéroport domestique avec le plus de trafic au Bhoutan, avec trois vols hebdomadaires en 2015. Un terminal est en construction et devrait ouvrir en 2019.

## Compagnies aériennes et destinations
| Compagnies      | Destinations              |
| --------------- | ------------------------- |
| Bhutan Airlines | Paro (suspendu)           |
| Druk Air        | Gelephu, Paro, Yongphulla |

Édité le 05/01/2019